# Black Ice Tour
Black Ice Tour è stato un tour intrapreso dalla band rock australiana AC/DC, tra il 2008 ed il 2010, dopo l'uscita del loro quindicesimo album, pubblicato il 20 ottobre 2008. Il tour durò più di 20 mesi. Partì dal 26 ottobre 2008, a Wilkes-Barre, in Pennsylvania e terminò il 28 giugno 2010, a Bilbao, in Spagna.

## Antefatti

### Panoramica
Questo tour è stato il primo della band dopo lo Stiff Upper Lip Tour, tra il 2000 ed il 2001. Fu l'ultima tournée sia del fondatore e chitarrista ritmico Malcolm Young, che ha lasciò la band nel settembre 2014, a causa dei suoi problemi di salute e morì nel novembre 2017, sia per il batterista storico Phil Rudd, accusato nel novembre 2014 di aver assunto un sicario, al fine di uccidere qualcuno e di possesso di droga. Vennero sostituiti rispettivamente da Stevie Young e Chris Slade. Infine fu anche l'ultimo tour completato dal cantante Brian Johnson, che lasciò a metà il Rock Or Bust Tour, a causa di problemi di udito e per ciò venne sostituito da Axl Rose.

(Brian Johnson, 2009)

### Storia
Il tour iniziò con la tappa nordamericana, con la prima data che ebbe luogo a Wilkes-Barre, in Pennsylvania, alla fine di ottobre e proseguita fino alla fine di dicembre. Per la tappa iniziale vi fu una grande vendita senza precedenti, con tutti i 18 show esauriti, record in tutto il continente. Una seconda tappa nordamericana iniziò nel gennaio 2009, concludendosi infine a Nashville, nel Tennessee.
Nel febbraio 2009, il gruppo iniziò la prima parte degli spettacoli europei, iniziando ad Oslo e concludendosi a Birmingham, ad aprile. Una delle due date previste, ad Anversa, venne cancellata dopo che il cantante, Brian Johnson, si ammalò. Il 29 marzo, il concerto a Zurigo, venne rinviato a causa di "difficoltà tecniche", che non vennero dichiarate e fu riprogrammato per il 6 aprile.
Nel maggio 2009, la band iniziò una seconda tappa europea, girando per stadi e luoghi all'aperto, a partire da Lipsia, in Germania e concluso il mese successivo a Glasgow, in Scozia.
Nel luglio 2009, la band iniziò una terza tappa in Nord America, suonando sia in locali all'aperto che al chiuso. Il tour raggiunse molte piazze canadesi, che erano state saltate nelle due tappe precedenti. Venne seguita da una quarta, che includeva date in Messico e Porto Rico, per ottobre e novembre. Le prime sei date della tappa furono posticipate dopo che Johnson fu sottoposto ad una procedura medica e successivamente, richiese un po' di riposo. Cinque, di questi spettacoli, sono stati infine riprogrammati per la primavera del 2010; una data che si sarebbe tenuta a Phoenix, in Arizona, fu cancellata a causa di un "conflitto di programmazione".

In Classic Rock, del luglio 2009, Brian Johnson ha osservato: 
(Brian Johnson, novembre 2009)
A novembre e dicembre 2009, la band si è diretta in Sud America, suonando in Brasile ed Argentina. I concerti di Buenos Aires furono filmati per il DVD Live At River Plate, che uscì il 10 maggio 2011. Il filmato fu utilizzato anche per Shoot To Thrill, il quale filmato venne inserito nella colonna sonora di Iron Man 2, come per Highway To Hell. All'inizio di novembre, era stato falsamente riferito che un gruppo di fan aveva presentato un reclamo alla band, criticando la scaletta; ciò però si rivelò semplicemente una richiesta per rimescolare la scaletta del tour.
Nel gennaio 2010, il gruppo iniziò una serie di date in Nuova Zelanda, raggiungendo successivamente la nativa Australia, a febbraio. Gli spettacoli australiani furono i concerti con maggior pubblico nella storia del paese, con date extra aggiunte nella maggior parte dei casi, vista l'alta domanda. All'inizio del mese stesso, Johnson rispose ai fan su Internet, che avevano chiesto un cambio di scaletta, dicendo: "Fanculo a loro" e che lo spettacolo era troppo complicato ed organizzato per riuscire a cambiare facilmente le canzoni. Alla fine della tappa australiana, che si concluse a Perth, il gruppo suonò, in tre spettacoli, in Giappone.
Durante la tappa oceanica del tour, dal 28 gennaio 2010 all'8 marzo 2010, la canzone High Voltage fu suonata per omaggiare Bon Scott, in occasione del 30º anniversario della sua morte. Il cantante venne mostrato, sullo schermo, durante il ritornello della canzone stessa.
Nell'aprile 2010, la band tornò negli Stati Uniti, per suonare in cinque spettacoli, riprogrammati dall'ottobre 2009. Più tardi, in quel mese, fu rilasciato Iron Man 2, colonna sonora del film stesso. Questa comprende una serie di successi del gruppo ed anche canzoni meno conosciute, dai primi agli ultimi anni, raggiunse, all'anno di debutto, il numero quattro della classifica degli album in Billboard 200.

Nel maggio 2010, la band iniziò una terza tappa europea, che includeva con un'apparizione al Download Festival, del Regno Unito. 
(Classic Rock, agosto 2010)
Ad Oslo, a fine maggio, il gruppo fu costretto ad interrompere il concerto a causa del coprifuoco locale, dopo che un malfunzionamento dell'aereo aveva causato un ritardo nell'arrivo della band. For Those About To Rock (We Salute You) venne omessa dalla scaletta, per la prima volta dal 30 luglio 2003. Il tour si concluse a Bilbao, allo Stadio San Mamés, alla fine di giugno.

Il tour vinse il premio Major Tour of the Year ai Pollstar Concert Industry Awards 2009. Il tour venne anche nominato nelle categorie Top Tour e Top Draw ai Billboard Touring Awards 2009.  Secondo Billboard stessa, il tour 
 All'apice del tour, il gruppo aveva suonato oltre 160 spettacoli, davanti a circa 4,9 milioni di persone. È stato uno dei tour di concerti con i maggiori incassi della storia, raggiungendo 441,6 milioni di dollari; terzo dietro l'A Bigger Bang Tour dei Rolling Stones, che fece guadagnare alla band inglese 558,3 milioni di dollari, a metà degli anni 2000 ed il 360º Tour, degli U2, che invece incassò circa 736,1 milioni di dollari, nel 2011. Scalò al quarto posto dopo che venne superato dal tour The Wall Live di Roger Waters, quando quest'ultimo si concluse nel 2013.

## Artisti d'apertura
- The Answer = 1
- Redwood = 2
- Amajlija = 3
- = 4
- = 5
- = 6
- = 7
- = 8

## Date

### Date del tour
| Data             | Città           | Stato        | Luogo                         | Artisti d'apertura | Biglietti venduti / Biglietti disponibili | Incasso      |
| Nord America     | Nord America    | Nord America | Nord America                  | Nord America       | Nord America                              | Nord America |
| ---------------- | --------------- | ------------ | ----------------------------- | ------------------ | ----------------------------------------- | ------------ |
| 26 ottobre 2008  | Wilkes-Barre    | Stati Uniti  | Wachovia Arena at Casey Plaza | N.D.               | 13 500 / 13 500                           | N.D.         |
| 28 ottobre 2008  | Wilkes-Barre    | Stati Uniti  | Wachovia Arena at Casey Plaza | 1                  | 13 500 / 13 500                           | $920 000     |
| 30 ottobre 2008  | Rosemont        | Stati Uniti  | Allstate Arena                | 1                  | 27 770 / 27 770                           | $2 485 415   |
| 1 novembre 2008  | Rosemont        | Stati Uniti  | Allstate Arena                | 1                  | 27 770 / 27 770                           | $2 485 415   |
| 3 novembre 2008  | Indianapolis    | Stati Uniti  | Conseco Fieldhouse            | 1                  | 14 458 / 14 458                           | $1 314 215   |
| 5 novembre 2008  | Auburn Hills    | Stati Uniti  | The Palace of Auburn Hills    | 1                  | 15 189 / 15 189                           | $1 276 091   |
| 7 novembre 2008  | Toronto         | Canada       | Rogers Centre                 | 1                  | 45 000 / 45 000                           | $4 477 500   |
| 9 novembre 2008  | Boston          | Stati Uniti  | TD Banknorth Garden           | 1                  |                                           | $            |
| 12 novembre 2008 | New York        | Stati Uniti  | Madison Square Garden         | 1                  |                                           | $            |
| 13 novembre 2008 | New York        | Stati Uniti  | Madison Square Garden         | 1                  |                                           | $            |
| 15 novembre 2008 | Washington      | Stati Uniti  | Verizon Center                | 1                  |                                           | $            |
| 17 novembre 2008 | Filadelfia      | Stati Uniti  | Wachovia Center               | 1                  |                                           | $            |
| 19 novembre 2008 | East Rutherford | Stati Uniti  | Izod Center                   | 1                  |                                           | $            |
| 21 novembre 2008 | Columbus        | Stati Uniti  | Value City Arena              | 1                  |                                           | $            |
| 23 novembre 2008 | Saint Paul      | Stati Uniti  | Xcel Energy Center            | 1                  |                                           | $            |
| 25 novembre 2008 | Denver          | Stati Uniti  | Pepsi Center                  | 1                  |                                           | $            |
| novembre 2008    |                 |              |                               | 1                  |                                           | $            |
| novembre 2008    |                 |              |                               | 1                  |                                           | $            |
| dicembre 2008    |                 |              |                               | 1                  |                                           | $            |
| Totale           | Totale          | Totale       | Totale                        | Totale             |                                           | $            |

### Date cancellate
| Data             | Città       | Stato       | Luogo                                        | Ragione                                          |
| ---------------- | ----------- | ----------- | -------------------------------------------- | ------------------------------------------------ |
| 29 novembre 2008 | Seattle     | Stati Uniti | KeyArena                                     | N.D.                                             |
| 3 marzo 2009     | Anversa     | Belgio      | Sportpaleis                                  | Brian Johnson ebbe problemi di salute            |
| 10 luglio 2009   | Stoccarda   | Germania    | Cannstatter Wasen                            | Cambio di programma                              |
| 4 settembre 2009 | Los Angeles | Stati Uniti | Staples Center                               | N.D.                                             |
| 1 ottobre 2009   | Phoenix     | Stati Uniti | Talking Stick Resort Arena                   | Brian Johnson riposò dopo una procedura medica   |
| dicembre 2009    | Lima        | Perù        | Stadio nazionale del Perù                    | Indisponibilità dello stadio                     |
| 2 dicembre 2009  | Santiago    | Cile        | Stadio nazionale Julio Martínez Prádanos     | La logistica non soddisfò i requisiti della band |
| 30 maggio 2010   | Tallinn     | Estonia     | Auditorium del Festival della Canzone Estone | N.D.                                             |

## Scaletta
1. Rock 'N Roll Train
2. Hell Ain't A Bad Place To Be
3. Back In Black
4. Big Jack
5. Dirty Deeds Done Dirt Cheap
6. Shot Down In Flames[a]
7. Thunderstruck
8. Black Ice[f]
9. The Jack
10. Hells Bells
11. Shoot To Thrill[b]
12. War Machine[f]
13. Dog Eat Dog[c]
14. Anything Goes[e]
15. High Voltage[d]
16. You Shook Me All Night Long
17. T.N.T.
18. Whole Lotta Rosie
19. Let There Be Rock

Bis
1. Highway To Hell

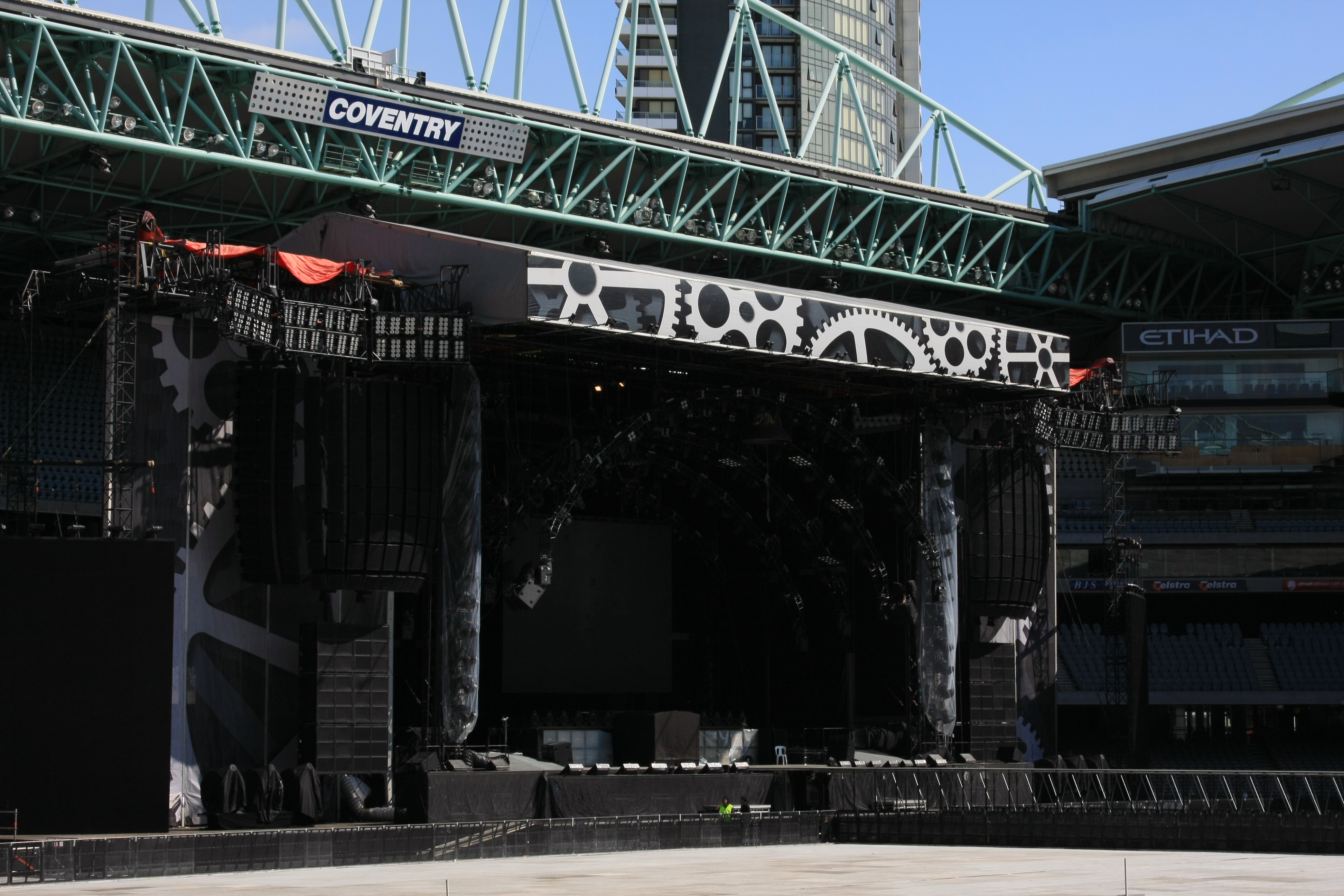

2. For Those About To Rock (We Salute You)[f]

Note
Template:Smalldiv

## Formazione
- Brian Johnson - voce
- Angus Young - chitarra solista
- Malcolm Young - chitarra ritmica, cori
- Cliff Williams - basso, cori
- Phil Rudd - batteria